# السلفادور
جمهورية السلفادور أو إل سَلفَدُور (بالإسبانية: República de El Salvador أي «جمهورية المخلص» وتلفظ ‎[re'puβlika de el salβaˈðoɾ]‏)‏، هي دولة تقع في أمريكا الوسطى، وهي أصغر دولة وأكثرها كثافة سكانية. عاصمتها وأكبر مدنها هي سان سلفادور، أما سانتا آنا وسان ميغيل فهي أيضًا مراكز مهمة ثقافيًا وتجاريًا في البلاد وفي أمريكا الوسطى. يحد السلفادور المحيط الهادئ من الغرب وغواتيمالا من الشمال وهندوراس من الشرق. يطل أقصى المنطقة الشرقية على ساحل خليج فونسيكا قبالة نيكاراغوا. اعتبارًا من عام 2024، كان تعداد سكان السلفادور حوالي 6 ملايين نسمة وهم في الغالب من المستيزو.
كان الكولون السلفادوري العملة الرسمية في البلاد بين 1892-2001 عندما اعتمد الدولار الأمريكي، في عام 2010 حلت السفادور في المراتب العشرة الأولى بين دول أمريكا اللاتينية من حيث مؤشر التنمية البشرية، والثالثة في أمريكا الوسطى (خلف كوستاريكا وبنما)، وبسبب ذلك فإن البلاد تمر حاليًا بمرحلة التصنيع السريع.
استكشفت السلفادور واستقر فيها الإسبان في القرن السادس عشر وظلت إسبانية حتى 1821 عندما انضمت إلى كوستاريكا وغواتيمالا وهندوراس ونيكاراغوا في اتحاد اسمه جمهورية أمريكا الوسطى الاتحادية. مع انحلال هذا الاتحاد عام 1841، حافظت السلفادور على حكومة خاصة بها حتى انضمت إلى هندوراس ونيكاراغوا في عام 1896 لتشكيل جمهورية أمريكا الوسطى الكبرى والتي حلت في وقت لاحق في عام 1898. تعود جذور الحضارة الإنسانية في السلفادور إلى شعب البيبيل من كوزكاتلان والتي تعني مكان الألماس والمجوهرات الثمينة. يطلق اسم سلفادوري على الشخص من السلفادور كما يشيع استخدام مصطلح كوزكاتليكو لتحديد شخص ذا تراث سلفادوري.

## التاريخ

### ما قبل التاريخ
خلال العصر البلستوسيني، كانت السلفادور مأهولة بأنواع من الحيوانات الضخمة المنقرضة الآن، بما في ذلك الكسلان الأرضي العملاق بحجم الفيل Eremotherium، ووحيد القرن Mixotoxodon، و Cuvieronius gomphothere (قريب الفيل)، و Glyptotherium glyptodont، واللاما Hemiauchenia، والحصان Equus conversidens. من المرجح أن يكون البشر قد سكنوا السلفادور منذ العصر الهندي القديم، استنادًا إلى النقاط الحجرية المزخرفة التي وجدت في غرب السلفادور.

### ما قبل الغزو الأسباني

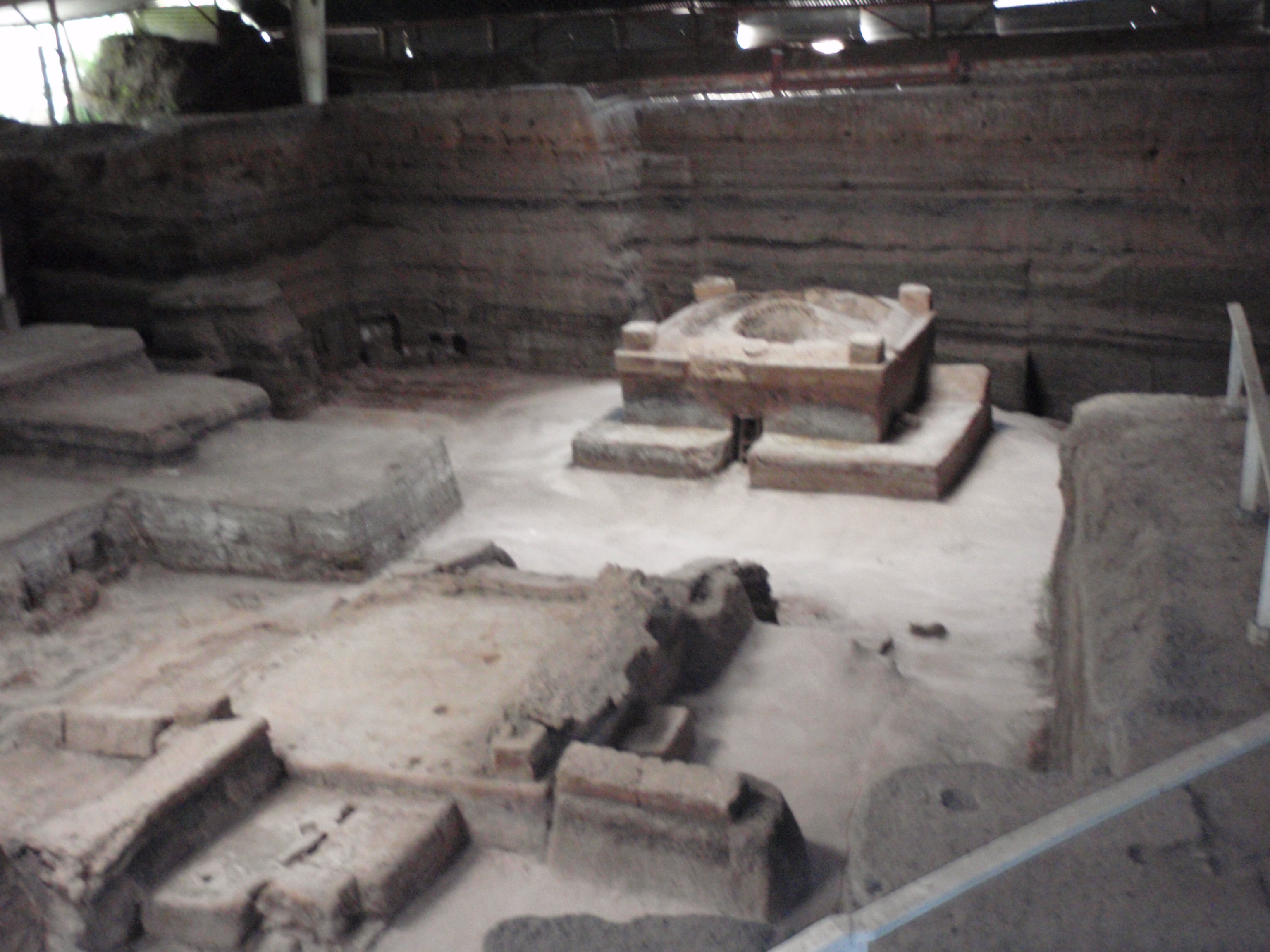
خويا دي سيرين مستوطنة مايا سابقة.

ضمت المنطقة التي تعرف حاليًا باسم السلفادور قبل الغزو الإسباني ثلاث دول كبرى من الشعوب المحلية وعدة إمارات. السكان الأصليون هم شعب البيبيل، وهي قبيلة من البدو الرحل من الناطقين بالناهواتل استقرت منذ وقت طويل في وسط المكسيك. أما المنطقة الشرقية فقد استوطنها وحكمها شعب لانكا. أما المنطقة الشمالية لنهر ليمبا فسكنها وحكمها شعب تشورتي، وهو من شعوب المايا. يعد شعب البيبيل من أول شعوب أمريكا الوسطى إلغاء للتضحية بالبشر. عدا ذلك فإن حضارتهم مماثلة لتلك لدى جيرانهم من مايا والأزتيك. عُثِر على بقايا آثار تلك الحضارة في تازومال (قرب تشالشوابا)، وسان أندريس وخويا دي سيرين (شمال كولون).

### الحكم الأسباني
في أوائل القرن السادس عشر، أسس الفاتحون الأسبان موانئ استكشافية لتوسيع سيطرتهم على المنطقة. أطلقوا اسم «مقاطعة إلهنا يسوع المسيح، مخلص العالم» على المنطقة والتي اختصرت في وقت لاحق إلى «السلفادور». أرسل بيدرو دي ألفارادو رحلة استكشافية إلى المنطقة من غواتيمالا في 1524، ولكن البيبيل طردوهم في 1526. في 1528 أرسلت رحلة ثانية ناجحة، وتمكن الإسبان من تأسيس عاصمتهم الأولى في السلفادور فيما يعرف اليوم باسم سيوداد فييخا (البلدة القديمة)، الموقع الأول في فيلا سان سلفادور، والتي تقع على بعد 10 كم جنوب سوتشيتوتو. سكنت هذه العاصمة بين 1528-1545 عندما تم التخلي عنها، وانتقلت إلى العاصمة الجديدة سان سلفادور الحالية.
في أواخر عام 1810، ساهمت مجموعة من العوامل الداخلية والخارجية في تشجيع نخب أمريكا الوسطى للمطالبة بالاستقلال عن التاج الإسباني. شملت العوامل الداخلية أساسًا مصالح هذه النخب في السيطرة على الأراضي التي تملكها دون تدخل السلطات الإسبانية. أما العوامل الخارجية فكانت في نجاح الثورتين الفرنسية والأميركية في القرن الثامن عشر، وتراجع القوة العسكرية للتاج الإسباني بسبب حروبه ضد فرنسا النابليونية.
توحدت حركة الاستقلال في 5 نوفمبر 1811، عندما قرع الكاهن السلفادوري خوسيه ماتياس دلغادو أجراس كنيسة الرحمة (إغليسيا لا ميرسيد) في سان سلفادور، كدعوة للتمرد. بعد سنوات طويلة من الحروب الداخلية، تم التوقيع على قانون استقلال أمريكا الوسطى في غواتيمالا في 15 سبتمبر 1821. رفضت السلفادور انضمامها للمكسيك في بدايات 1822، وأصرت على الاستقلال الذاتي عن بلدان أمريكا الوسطى. بعد معارك صغيرة تم الاعتراف بحق المقاومة في تشكيل دولة جديدة.

### الاستقلال
في عام 1823، تم تشكيل جمهورية أمريكا الوسطى الفيدرالية من قبل دول أمريكا الوسطى الخمس بقيادة الجنرال مانويل خوسيه آرسي. عندما انفرط عقد هذا الاتحاد في 1839، أصبحت السلفادور جمهورية مستقلة. ارتبط تاريخ السلفادور المبكر كدولة مستقلة بتكرر الثورات.
بين 1872-1898، كانت السلفادور محركًا رئيسيًا لمحاولات تأسيس اتحاد في أمريكا الوسطى. شكلت حكومات السلفادور وهندوراس ونيكاراغوا جمهورية أمريكا الوسطى الكبرى من خلال ميثاق أمبالا في عام 1895. درست كل من غواتيمالا وكوستاريكا الانضمام للجمهورية الكبرى (التي أعيد تسميتها الولايات المتحدة في أمريكا الوسطى عندما دخل دستورها حيز التنفيذ عام 1898)، لكنهما لم ينضما. لم ينجح هذا الاتحاد، الذي خطط لإقامة عاصمته في أمبالا على خليج فونسيكا، في البقاء على قيد الحياة بعد انقلاب السلفادور في عام 1898.
أدت الأرباح الهائلة الناجمة عن تصدير القهوة كمحصول وحيد إلى تجمع الثروة في أيدي قلة من العائلات. تعاقب رؤساء البلاد من هذه الطبقة، من الطرفين الليبرالي والمحافظ على حد سواء، طوال النصف الأخير من القرن التاسع عشر. اتفقت ساياساتهم على تعزيز زراعة البن كمحصول ربحي، فعملوا على تطوير البنية التحتية (خطوط السكك الحديدية ومرافق الموانئ) في المقام الأول لدعم تجارة البن، والقضاء على ملكية الأراضي المشاع لزيادة تسهيل إنتاج البن، كما قاموا بإصدار قوانين مكافحة التشرد لضمان عمال كافين للعمل في مزارع البن، كما قاموا بقمع السخط في المناطق الريفية. في عام 1912، تم إنشاء الحرس الوطني كقوة شرطة في المناطق الريفية.
نمت صناعة البن في السلفادور، وقدمت جزءاً كبيراً من الدعم المالي للحكومة من خلال فرض رسوم الاستيراد على السلع المستوردة بالعملات الأجنبية والتي حصلت عليها مبيعات القهوة.

### القرن العشرون

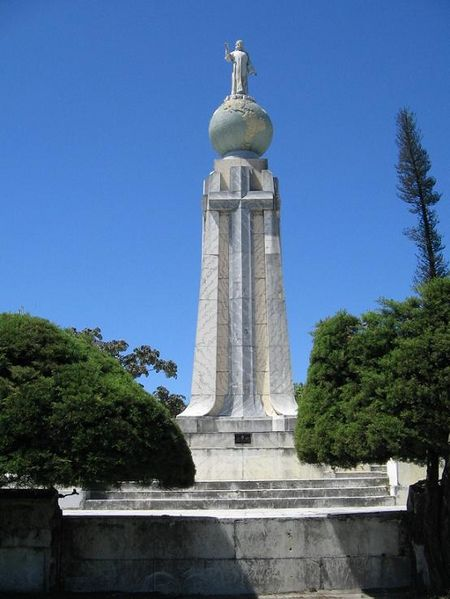
نصب منقذ العالم.

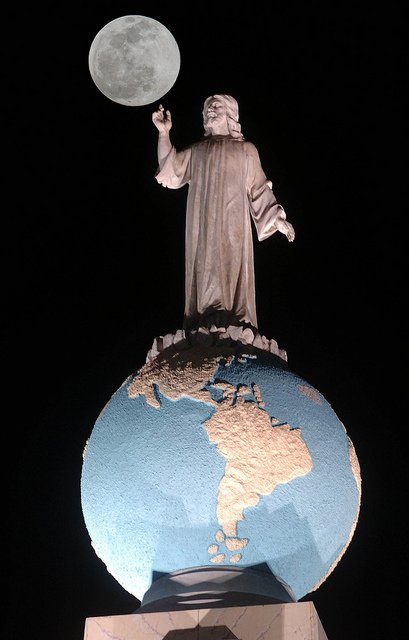

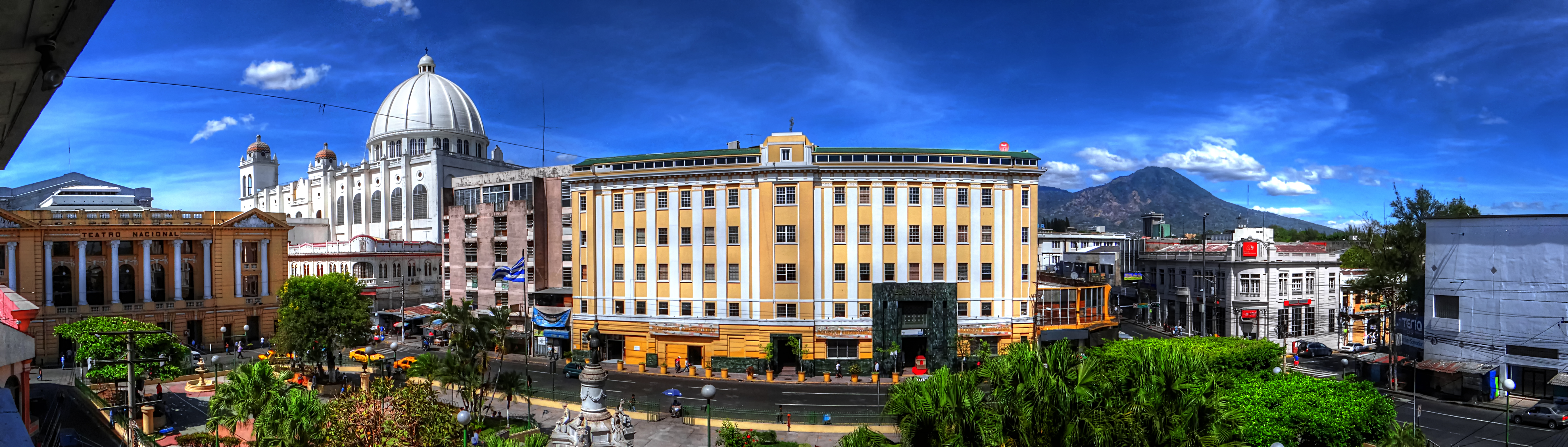

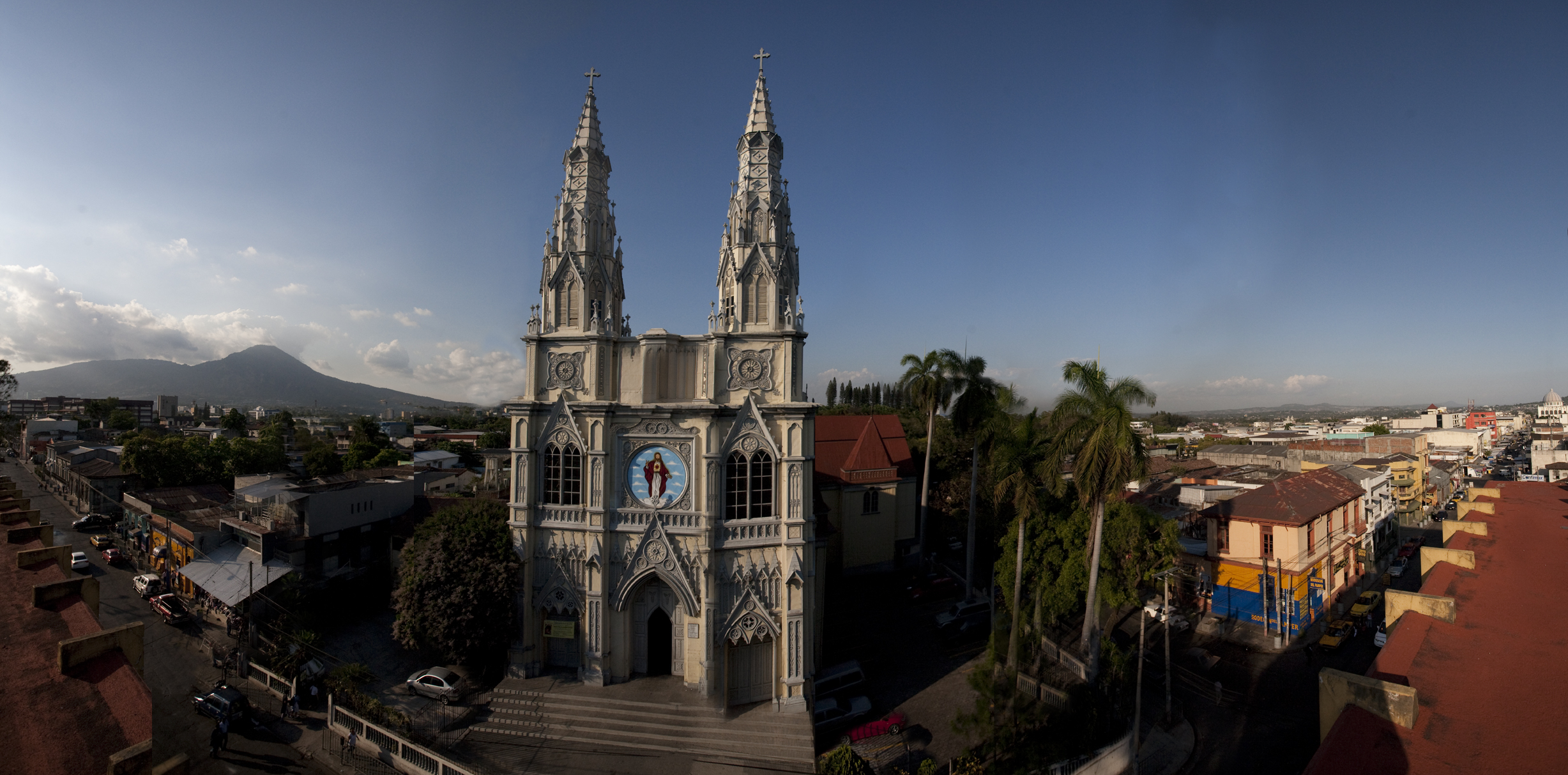

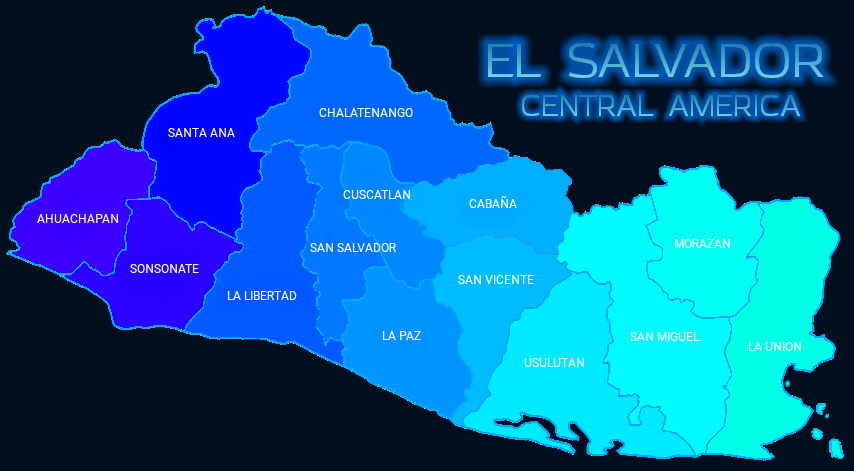

اعتمد الاقتصاد على زراعة البن بعد منتصف القرن التاسع عشر، ومع تراجع الطلب عالميًا، ازدهر الاقتصاد أو تراجع وفقًا لتقلب أسعار البن. وصل توماس ريغالادو للسلطة بالقوة في عام 1898 واستمر حكمه حتى عام 1903. كما قام بتسمية خليفته. في عام 1913 كانت السلفادور مستقرة سياسيًا، لكن الاستياء الشعبي كان جليًا. اغتيل الرئيس أراوخو وتوجد فرضيات عديدة حول اغتياله.
تلته سلالة ميلينديز - كوينونيز التي استمرت 1913-1927. خلف بيو روميرو بوسكي، وهو وزير سابق في حكومة الرئيس جورج ميلينديز في عام 1930 وأعلن عن إجراء انتخابات حرة نجح فيها أرتورو أراوخو في 1 مارس 1931. دامت حكومته 9 أشهر فقط، حيث افتقر حزب العمل للخبرة السياسية والإدارية كما استخدم العديد من أعضاء الحزب المكاتب الحكومية بصورة غير فعالة.
في تلك السنة، عاد فارابوندو مارتي من منفاه في كاليفورنيا. نفاه الرئيس روميرو بوسكي سابقًا قبل الانتخابات الرئاسية 1930 بسبب نشاطاته الشيوعية. أمضى مارتي بعض الوقت في مكتب الهجرة في سان بيدرو، حيث زاره بعض اليساريين المحليين. في ذاك الحين، واجه الرئيس أراوخو سخطًا شعبيًا ومطالبات بإصلاحات اقتصادية وامتلاك الأرض. بينما بدأت المظاهرات منذ الأسبوع الأول لحكومته أمام القصر الوطني. كان وزير الحرب في حكومته الجنرال ماكسيمليانو هيرنانديز مارتينيز ومدير عام الشرطة الوطنية روتشاك، صهر الرئيس.
نظم انقلاب عسكري من جانب ضباط صغار، وكانت الضربة الأولى من قبل فوج المشاة الأول عبر القصر الوطني في وسط مدينة سان سلفادور، حيث لم يدن بالولاء للرئيس سوى الفوج الأول من الفرسان والشرطة الوطنية (التي تم دفع رواتبها)، ولكن في وقت لاحق في تلك الليلة من ديسمبر 1931، استسلم الموالون للرئيس بعد ساعات من المعارك وسط المدينة.
تألفت الإدارة الجديدة من ضباط كان ورائها شخصية غامضة، عرفها توماس أندرسون في كتابه ماتانزاس باسم رودولفو ديوك، وهو أحد الأثرياء في البلاد إضافة إلى الجنرال مارتينيز. يفترض أساسًا بأن أسباب التمرد تعود لسخط الجيش على الرئيس أراوخو لعدم دفع رواتب الجيش لعدة أشهر. غادر أراوخو القصر الوطني، وحاول في وقت لاحق هزيمة التمرد، لكنه لم يستطع.
اجتمع ممثل الولايات المتحدة في السلفادور مع إدارة البلاد واعترف لاحقًا بإدارة نائب الرئيس مارتينيز الذي وافق على إجراء انتخابات رئاسية في وقت لاحق. استقال مارتينيز عام 1934 وقبل الانتخابات الرئاسية بستة أشهر ليكون قادرًا على ترشيح نفسه للرئاسة، ومن ثم كان المرشح الوحيد ونجح في انتخابات 1935-1939 ثم 1939-1943 وبدأ بعد ذلك فترة الولاية الرابعة في عام 1944 لكنه استقال في مايو بعد الإضراب العام. تعهد مارتينيز باحترام الدستور الذي ينص على عدم إعادة انتخابه لكنه لم يفعل.
منذ ديسمبر 1931، عام الانقلاب الذي وصل به مارتينيز إلى السلطة، كان هناك قمع وحشي للمقاومة الريفية. كان الحدث الأبرز في انتفاضة فبراير 1932 للفلاحين السلفادوريين، يشار إليها باسم لا ماتنزا أو المجزرة، التي نظمها فارابوندو مارتي بحق زعماء مثل هابيل كوينكا، وغيره من الأكاديميين مثل ألفونسو لونا وماريو زاباتا. هابيل كوينكا كان الناجي الوحيد، بينما قتل الشيوعيون الآخرون من قبل الحكومة.
في غرب السلفادور تمرد مئات الفلاحين وقاموا بأعمال همجية، مما تسبب لقمعهم من قبل الجيش، الذي لم يقتل الفلاحين الثوريين فقط، إنما الناس الأبرياء أيضًا. يقدر عدد ضحايا المذبحة بما يقرب من 30,000. بلغت همجية الفلاحين الثوريين حد أن أمر فارابوندو مارتي قائلا بقتل ملاك الأراضي الأثرياء فورًا والسماح فقط لأطفالهم بالعيش.
وصل هذا الأمر إلى مسامع ضباط الجيش الذين ردوا بإجراءات شديدة جدًا ضد المتمردين. قاد ضباط مثل خوسيه كالديرون حملات لمدن ناهويزالكو وخوايوا وأبانيكا وإيزالكو. شنق فيليسيانو أما، الزعيم الهندي، حيث رسم هذا الحدث على الطوابع البريدية في ذلك الوقت. سيطر العسكر على المكتب الرئاسي منذ منذ 1932-1979، مع استخدام بعض الرؤساء للقمع أكثر من غيرهم. شملت مشاكل السلفادور أيضًا الأجور غير العادلة، وقمع الطلاب والمظاهرات العامة، وتزوير الانتخابات.

#### الحزب الديمقراطي المسيحي وحزب الوفاق الوطني
في عام 1960، ولد حزبان اثنان لا يزالان فاعلين على الساحة السياسية هما الحزب الديمقراطي المسيحي وحزب الوفاق الوطني. يعتنق كلا الحزبان أفكارًا متشابهة، لكن الأول يمثل الطبقة الوسطى، والثاني يمثل الجيش.
زعيم المعارضة خوسيه نابوليون دوارتي من الحزب الديمقراطي المسيحي كان رئيس بلدية سان سلفادور 1964-1970، حيث فاز في ثلاثة انتخابات خلال نظام خوسيه أدالبيرتو ريفيرا. (سمح هذا الرئيس بانتخابات حرة لرؤساء البلديات والجمعية الوطنية) نزل السيد دوارتي لاحقًا في سباق الانتخابات الرئاسية لكنه فشل في انتخابات عام 1972 مع اتحاد المعارضة الوطنية، بينما أعلن مسؤولوا حزب الوفاق الوطني فوزهم ممثلين بوزير الداخلية السابق العقيد أرتورو أرماندو مولينا. أيد دوارتي، بناء على طلب بعض ضباط، ثورة ضد تزوير الانتخابات، لكن تم القبض عليه وتعذيبه ونفي في وقت لاحق. عاد دوارتي إلى البلاد في عام 1979 ليدخل المعترك السياسي بعد أن عمل كمهندس في مشاريع فنزويلية.
بين 14 و 18 يوليو 1969 جرت أحداث ما عرف بحرب كرة القدم، شهدت خلق أزمة عسكرية بين السلفادور وجارتها هندوراس. وهي حرب قصيرة تعرف رسميًا «بحرب الدفاع عن النفس» وأيضًا باسم «حرب 100 ساعة» أو «حرب كرة القدم» وسبب الصراع هو إقبال السلطات في هندوراس بتنفيذ مشروع إصلاح الأراضي داخل حدودها، كتوزيع الأراضي لصالح الهندوراسيين فقط، مما اضطر الآلاف من السلفادوريين الذين يعيشون في هندوراس العودة إلى بلادهم بعد أن صودرت أراضيهم. وردًا على هذا، أعلنت السلفادور الحرب على هندوراس.

#### انقلاب أكتوبر عام 1979
في أكتوبر 1979، جلب انقلاب عسكري الحكومة الثورية للمجلس العسكري في السلفادور إلى السلطة. أممت هذه الحكومة العديد من الشركات الخاصة واستولت على الكثير من الأراضي المملوكة للقطاع الخاص. هدف هذا المجلس العسكري الجديد أساسًا لوقف الحركة الثورية الحالية التي يقودها دوارتي بدعوى انتخاباته المسروقة. مع ذلك، عارضت النخبة الحاكمة في البلاد الإصلاح الزراعي، وتم تشكيل مجلس عسكري من عناصر ليبرالية شابة مثل الجنرال ماخانو والجنرال جوتييريز ومن التقدميين أمثال أونغو وألفاريز.
نظرًا للضغط القوي من جانب الطبقة الحاكمة وعدم القدرة على السيطرة على الجيش في قمع شعبه لأنهم يطالبون بحقهم في النقابات والإصلاح الزراعي وتحسين الأجور والصحة وحرية التعبير، تم حل المجلس العسكري. في هذه الأثناء انتشرت حركة حرب العصابات في جميع قطاعات المجتمع السلفادوري. نظم طلاب المدارس المتوسطة والثانوية في الحركة الثورية لطلاب الثانويات)، بينما شارك طلاب الجامعات في رابطة طلاب الكلية السلفادورية؛ ونظم العمال في الكتلة الشعبية الثورية.
دعمت الولايات المتحدة ومولت إنشاء مجلس عسكري آخر لتغيير البيئة السياسية ووقف انتشار الحركات اليسارية. استدعي نابليون دوارتي من منفاه في فنزويلا ليترأس هذا المجلس العسكري الجديد. ومع ذلك، انطلقت الثورة بالفعل بينما اعتبر الشعب تصرف دوارتي انتهازيًا. لم يستطع دوارتي التأثير على نتائج حركة التمرد، مما أدى إلى الحرب الأهلية في السلفادور (1980-1992).

#### الحرب الأهلية (1980 - 1992)

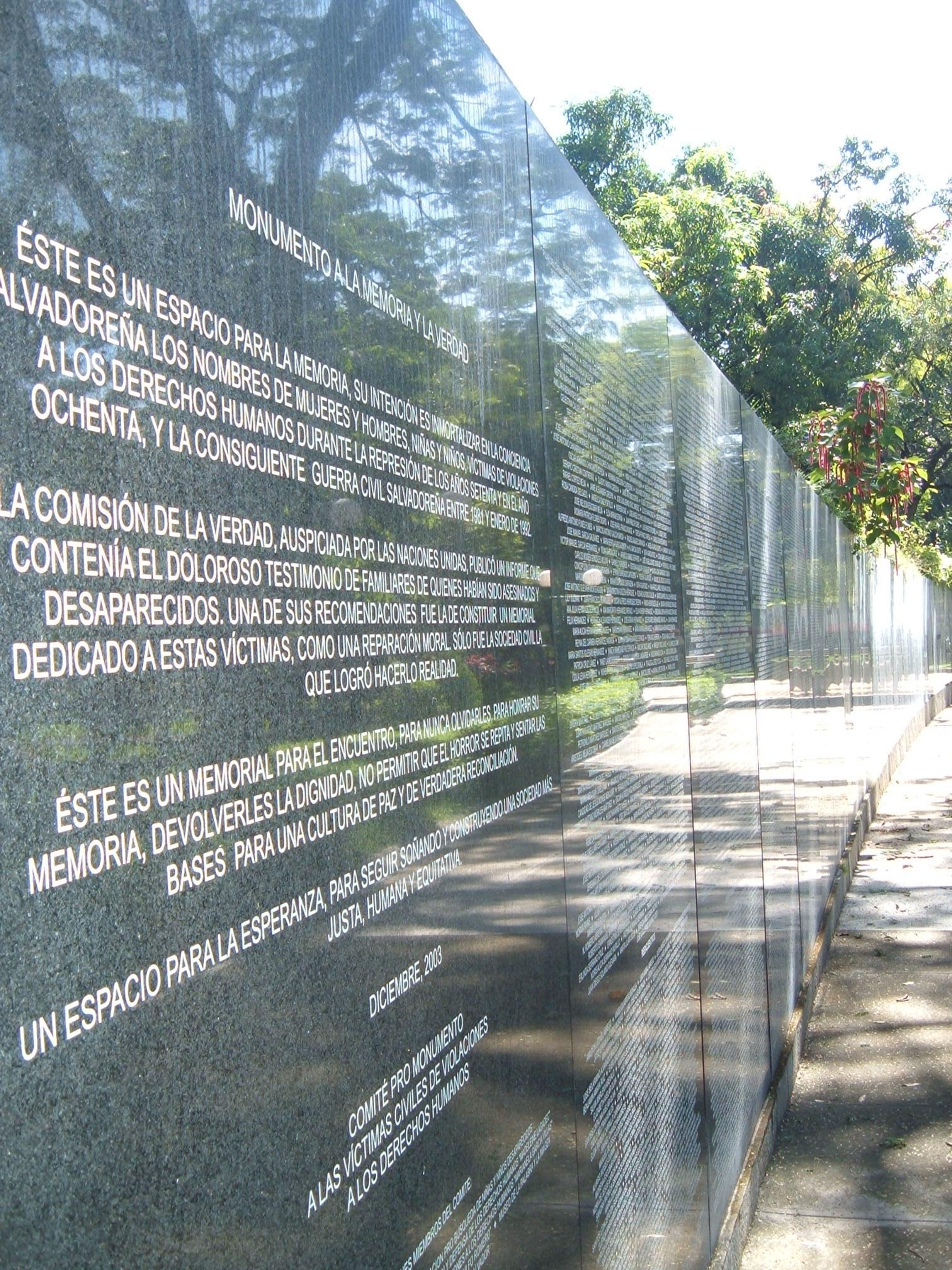
النصب التذكاري للذاكرة والحقيقة، تكريماً للضحايا المدنيين في الصراعات المسلحة.

كان النزاع غالبًا بين حكومة السلفادور وتحالف من أربع مجموعات يسارية ومجموعة شيوعية تعرف بمجموعها باسم جبهة التحرير الوطني فارابوندو مارتي. نظم هذا التحالف في عام 1980 بعد طلب فيدل كاسترو في كوبا بأن يكون هناك جبهة مشتركة. امتلك كاسترو نفوذًا واسعًا في المنطقة، وعمل على توفير الأسلحة عبر أراضي نيكاراغوا (ثم عبر الرئيس أورتيغا).
بدأت النشاطات التخريبية من قبل «إل غروبو» (و هي مجموعة ستعرف لاحقاً باسم E.R.P) إضافة إلى قوات التحرير الشعبية التي بدأت أنشطتها بعد أن انبثق زعيمها كايتانو كاربيو من أيديولوجية الحزب الشيوعي السلفادوري (لم يعد موجودًا). في عام 1970، امتكلت هذه المجموعة قوة مسلحة صغيرة كما لم تمتلك أي تدريب عسكري. بينما وفي وقت لاحق أصبحت واحدة من أكبر المنظمات في ائتلاف الجبهة.
في بداية النزاع، لم يؤمن الحزب الشيوعي بالاستيلاء على السلطة بالقوة، ولكن من خلال الانتخابات. انقسمت E.R.P وانبثق منها المقاومة الوطنية بعد مقتل الشاعر اليساري روكي دالتون على يد قادة E.R.P الذين اعتقدوا بأنه تجسس لحساب وكالة المخابرات المركزية الأمريكية. قتل ما يقرب من 75,000 شخص في الحرب،  اعتبرت الحرب الأهلية في السلفادور في سياق الحرب الباردة العالمية، حيث دعمت كوبا والاتحاد السوفياتي المتمردين الماركسيين اللينينين ودعمت الولايات المتحدة الحكومة السلفادورية العسكرية اليمينية.
في 16 يناير 1992، وقعت حكومة السلفادور ممثلة بالرئيس ألفريدو كريستياني حركات التمرد ممثلة بقادة الفصائل المكونة لها مثل شفيق حنضل وخواكين فيلالوبوس وسلفادور سانشيز سيرين وفرانسيسكو خوفيل وإدواردو سانشو اتفاق سلام ينهي الحرب الأهلية التي دامت 12 عامًا في قلعة شابولتيبك في المكسيك. برز أيضًا تمثيل عن المجتمع الدولي كما ظهر إعجاب واسع لأنه وبعد التوقيع قام الرئيس بمصافحة جميع قادة حركات التمرد السابقة. شملت الاتفاقية تقليص الجيش وحل الشرطة الوطنية والشرطة المالية والحرس الوطني. حل الدفاع المدني (مجموعة شبه عسكرية) وتنظيم شرطة مدنية جديدة ورفع الحصانة الذي ستترك الحكومة توصية بشأنها للجنة تقصي الحقائق.

#### نهاية القرن العشرين
بين عامي 1989-2004، فضل السلفادوريون حزب التحالف الوطني الجمهوري مصوتين لرؤساء التحالف في كافة الانتخابات (الفريدو كريستياني وأرماندو كالديرون سول وفرانسيسكو فلوريس بيريز وأنطونيو سقا).
جلبت الإصلاحات الاقتصادية منذ بدايات التسعينات فوائد كبيرة من حيث تحسين الظروف الاجتماعية، وتنويع قطاع الصادرات، والوصول إلى الأسواق المالية الدولية من ناحية الاستثمارات، بينما لا تزال الجريمة تمثل مشكلة رئيسية لمناخ الاستثمار.

### القرن الحادي والعشرون
دفعت المحاولات غير الناجحة للحزب اليساري للفوز بالانتخابات الرئاسية إلى اختياره لصحفي بدلًا من زعيم سابق لحركات التمرد. في 15 مارس 2009، نجح موريسيو فونيس، وهو شخصية تلفزيونية، كأول رئيس من حزب جبهة التحرير الوطني. تم تنصيبه في الأول من يناير 2009. الهدف الأول لحكومة فونيس هو الكشف عن الفساد المزعوم من الحكومات الماضية.

## الحكومة والتقسيمات الإدارية
النظام السياسي في السلفادور هو جمهورية رئاسية ديمقراطية نيابية بنظام متعدد الأحزاب السياسية. رئيس السلفادور الحالي نجيب بقيلة هو رئيس الدولة ورئيس الحكومة معًا. تمارس السلطة التنفيذية من قبل الحكومة. تناط السلطة التشريعية إلى كل من الحكومة والجمعية التشريعية. يوجد في البلد أيضًا جهاز قضائي مستقل ومحكمة عليا.
| أسماء الإدارات الأربعة عشر في السلفادور: 1. أهواشابان 2. كابانياس 3. شالاتنانغو 4. كوسكاتلان 5. لا ليبرتاد 6. لا باز 7. لا يونيون 8. مورازان 9. سان ميغيل 10. سان سلفادور 11. سان فيسينتي 12. سانتا آنا 13. سونسوناته 14. أوسولوتان |

## الجغرافيا

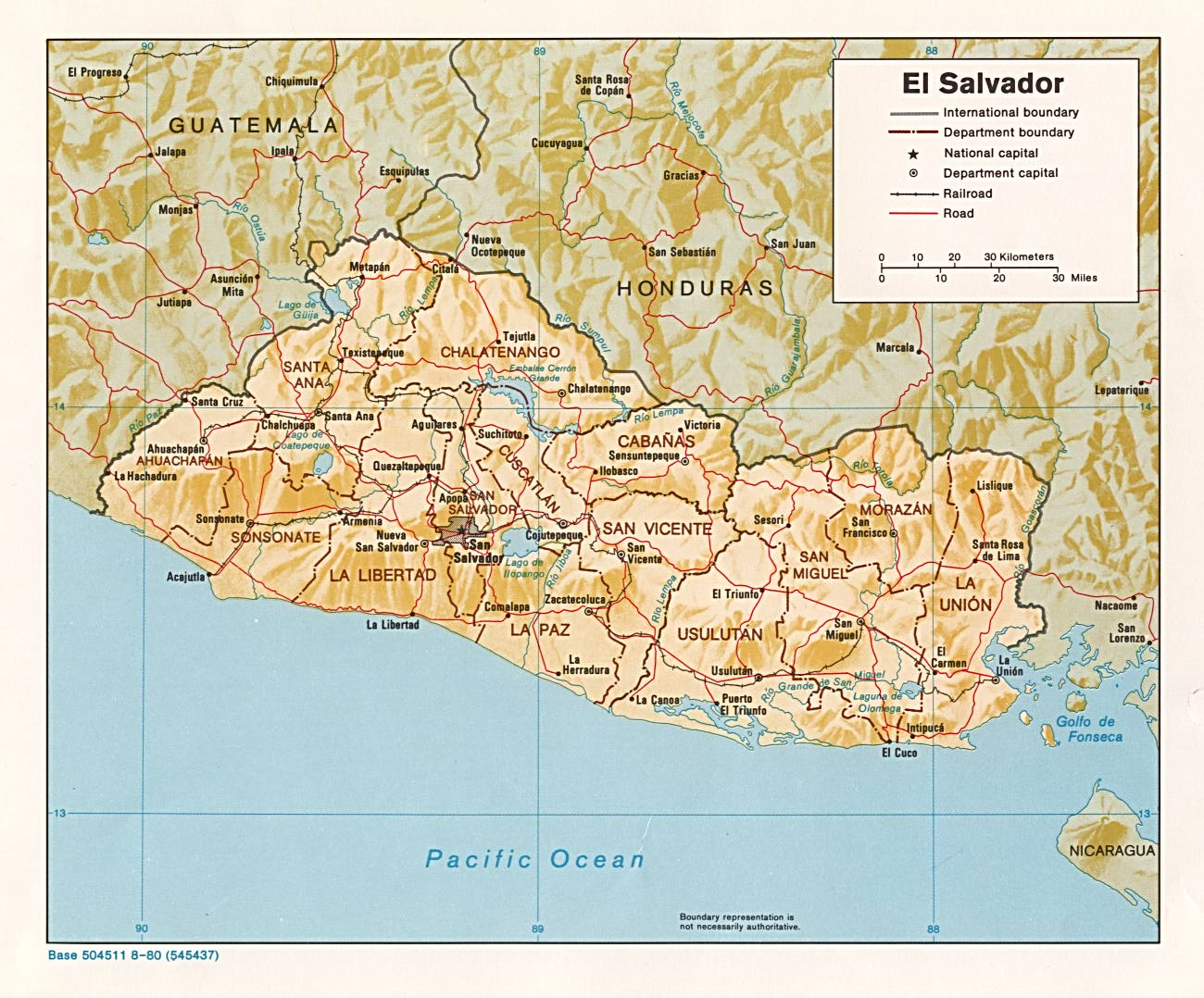
خريطة تظهر تضاريس السلفادور.

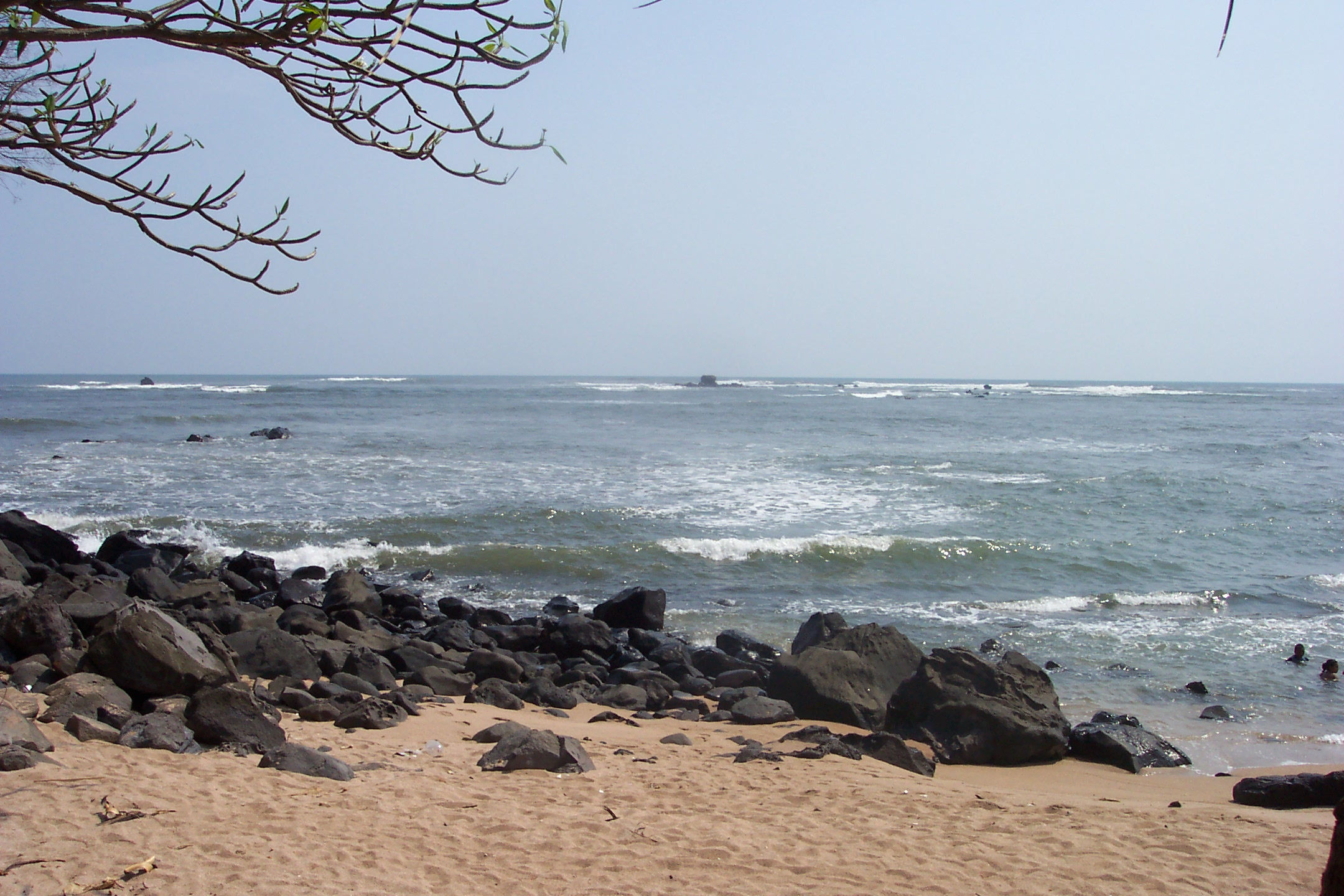
شاطئ بلايا لوس كوبانوس.

تقع السلفادور في أمريكا الوسطى. يبلغ مجموع مساحتها 21,040كم2 (8,123 ميل مربع). بذلك تكون أصغر دولة في أمريكا القارية. كما يوجد 320 كم2 (123.6 ميل مربع) من المياه داخل حدودها.
تجري العديد من الأنهار الصغيرة عبر السلفادور لتصب في المحيط الهادئ، بما فيها غواسكوران، خيبوا، تورولا، باز، وريو غراندي دي سان ميغيل. فقط أكبر الأنهار، نهر ليمبا، الذي يتدفق من غواتيمالا وهندوراس عبر السلفادور إلى المحيط، يمكن لحركة المرور التجارية عبوره.
تقع بعض البحيرات ضمن الفوهات البركانية، أهمها بحيرة إيلوبانغو (70 كم2 / 27 ميل مربع) وبحيرة كواتيبيكي (26 كم2 / 10 ميل مربع). تعد بحيرة غويخا أكبر بحيرة طبيعية في السلفادور (44 كم2 / 17 ميل مربع). كما تشكلت العديد من البحيرات الاصطناعية نتيجة لبناء السدود على نهر ليمبا، أكبرها إيمبالسي سيرون غراندي (135 كم2).
تشترك السلفادور في الحدود مع غواتيمالا وهندوراس. كما أنها البلد الوحيد في أمريكا الوسطى التي لا تملك سواحل على البحر الكاريبي. أعلى نقطة في البلاد هي سيرو البيتال عند 2,730 م (8957 قدم)، تشترك حدودياً مع هندوراس.

### المناخ
مناخ السلفادور مداري بوجود موسمي رطوبة وجفاف صريحين. تختلف درجات الحرارة مع الارتفاع عن سطح البحر، مع تغيرات موسمية طفيفة. الأراضي المنخفضة عند المحيط الهادئ جميعها حارة، بينما الهضبة الوسطى والمناطق الجبلية أكثر اعتدالا. يمتد موسم الأمطار من أيار إلى تشرين الأول. تقريباً تهطل كافة أمطار السنة خلال هذه الفترة، وتبلغ الكمية السنوية، لا سيما في جنوب البلاد عند المنحدرات الجبلية، حد 2,170 مم (85.4 بوصة).
تتلقى المناطق المحمية والهضبة الوسطى أمطاراً أقل، على الرغم من أنها لا تزال بكميات هامة. ينجم هطول الأمطار خلال هذا الموسم عادة عن الضغط المنخفض فوق المحيط الهادئ، وعادة ما يهطل كعواصف رعدية شديدة بعد الظهيرة. تتشكل أحياناً بعض الأعاصير في الهادئ مع استثناء ملحوظ من الإعصار ميتش.
من تشرين الثاني وحتى نيسان، تسيطر الرياح التجارية الشمالية الشرقية على أنماط الطقس. وخلال هذه الأشهر، يتدفق الهواء من منطقة الكاريبي لكنه يفقد معظم الأمطار أثناء مروره فوق جبال الهندوراس، حيث يصل جافاً وحاراً إلى السلفادور.

### الكوارث الطبيعية

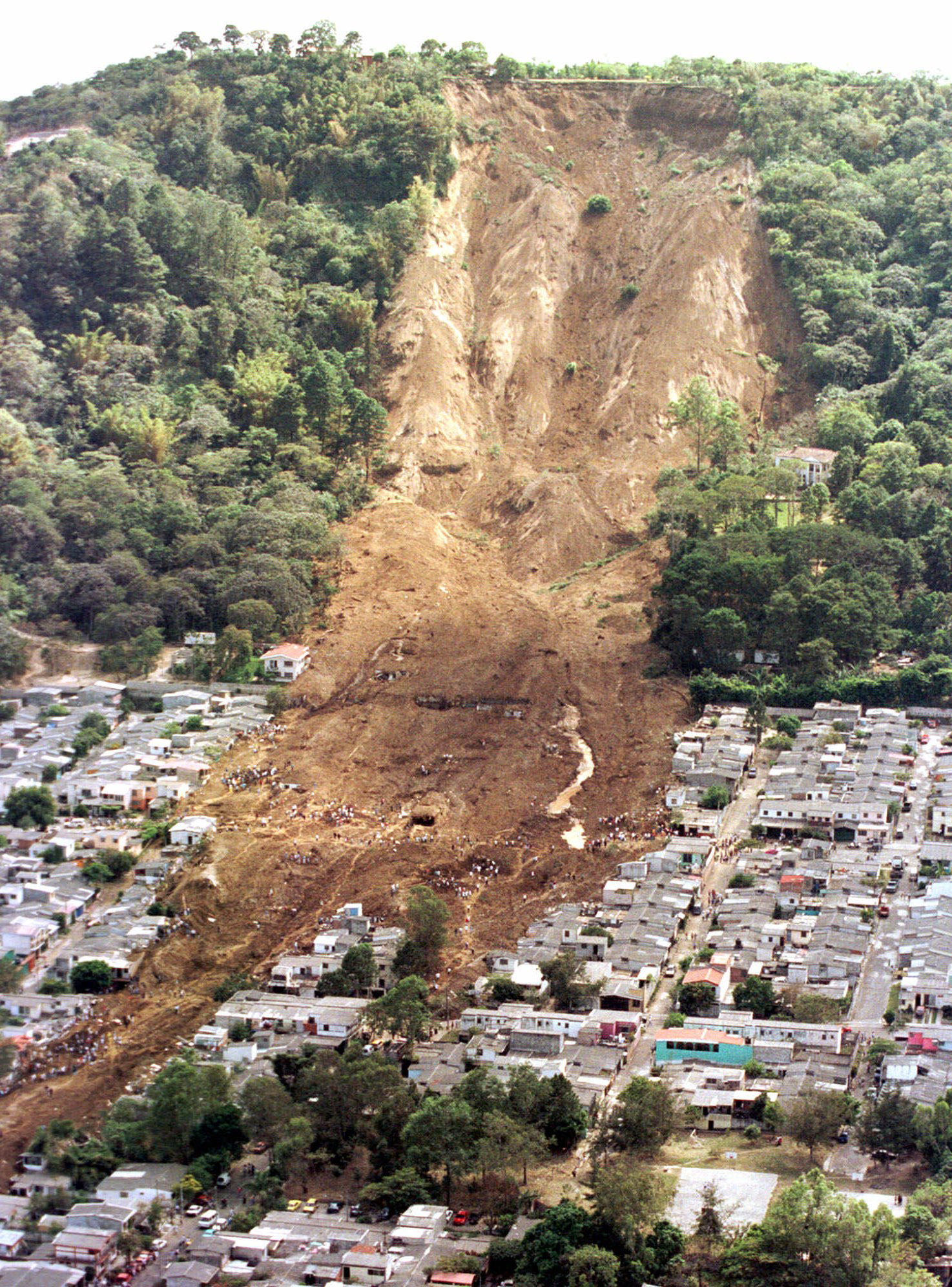
انزلاق في التربة سببه زلزال السلفادور 2001.

تقع السلفادور على امتداد حزام النار بالمحيط الهادئ، وتخضع بالتالي لنشاط هام في الطبقات القارية، بما في ذلك كثرة الزلازل والنشاط البركاني. منها زلزال 13 كانون الثاني 2001، الذي سجل 7.7 درجة على مقياس ريختر وتسبب في انهيار أرضي أودى بحياة أكثر من 800 شخص؛ وزلزال آخر تلى الأول بشهر فقط، في 13 شباط 2001، أسفر عن مقتل 255 شخصا وإلحاق أضرار بنحو 20 ٪ من المساكن في البلاد. لحسن الحظ، استطاعت العديد من الأسر الهروب من الانهيارات الأرضية الناجمة عن الزلزال.
شهدت منطقة سان سلفادور زلازل في 1576، 1659، 1798، 1839، 1854، 1873، 1880، 1917، 1919، 1965، 1986، 2001 و 2005. أسفر زلزال عام 1986 (شدته 5.7) عن مقتل 1,500 شخص و 10,000 إصابة، و 100,000 شخص بلا مأوى.
وقعت آخر الثورات البركانية المدمرة في السلفادور يوم 1 تشرين الأول 2005، عندما أطلق بركان سانتا آنا سحابة من الرماد والطين الساخن والحجارة، سقطت على القرى المجاورة وتسببت في وفاة شخصين. أكبر الثورات البركانية في هذه المنطقة وقعت في القرن 5 م عندما انفجر إيلوبانغو بمشعر انفجار بركاني وصل لقوة 6، مولّداً تدفقات من الحمم البركانية على نطاق واسع مدمرة مدن المايا.
بما أن السلفادور تقع على المحيط الهادئ أيضاً يضعها ذلك عرضة لسوء الأحوال الجوية، بما في ذلك العواصف الممطرة الغزيرة والجفاف الشديد، اللذان قد يزدادان سوءاً بسبب ظاهرتي النينيو والنينيا. أدى الجفاف الشديد في صيف عام 2001، إلى دمار 80 ٪ من محاصيل البلاد، مما تسبب بمجاعة في الريف. وفي 4 تشرين الأول 2005، تسببت الأمطار الغزيرة بفيضانات خطيرة وانهيارات أرضية تسببت في مقتل ما لا يقل عن 50 شخصاً. موقع السلفادور في أمريكا الوسطى أيضا يجعلها عرضة للأعاصير القادمة من منطقة الكاريبي، ولكن هذا الخطر أقل بكثير من غيرها من بلدان أمريكا الوسطى.
بركان سانتا آنا في السلفادور خامد حاليا، ولكنه حين كان نشطاً كان في غاية الخطورة. حيث تشكلت بحيرة لاغو دي كواتيبيكي (واحدة من البحيرات في السلفادور) بسبب الثوران الهائل للبركان.

## الاقتصاد

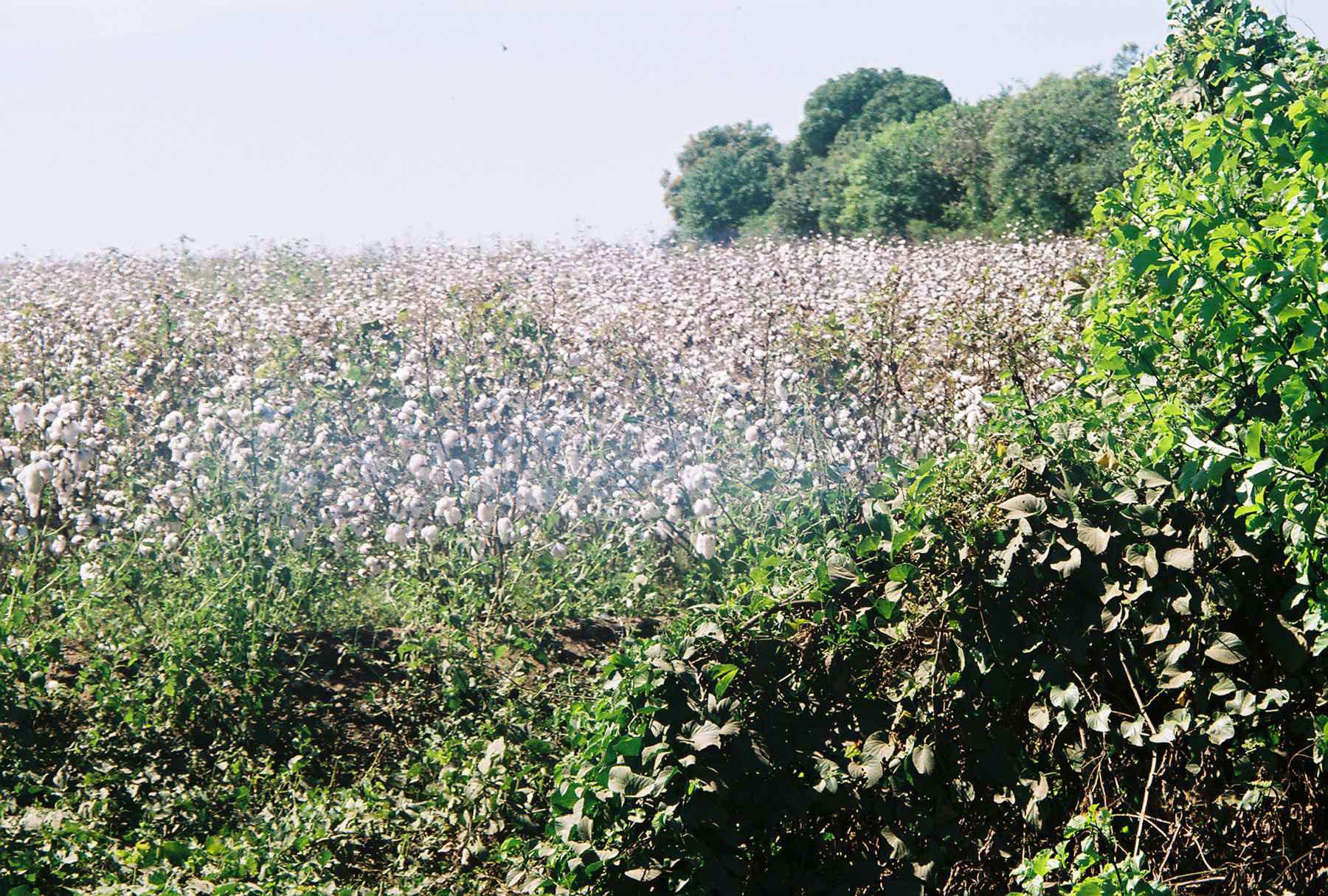
حقل لزراعة القطن في إدارة أوسولوتان.

وفقاً لصندوق النقد الدولي وكتاب حقائق العالم الذي تنشره وكالة المخابرات المركزية الأمريكية، تعد السلفادور ثالث أكبر اقتصاد في المنطقة (خلف كوستاريكا وبنما) لدى مقارنة الناتج المحلي الإجمالي الاسمي والقوة الشرائية للناتج المحلي الإجمالي. حصة الفرد من الناتج المحلي الإجمالي في السلفادور تصل لحد 6,200$.
معظم الضربات التي تلقاها اقتصاد السلفادور ناجم عن الكوارث الطبيعية مثل الزلازل والأعاصير، لكن اقتصاد السلفادور حاليا ينمو باطراد.
يقدر الناتج المحلي الإجمالي في تعادل القوة الشرائية في عام 2008 عند 43.94 مليار دولار. يشكل قاع الخدمات العنصر الأكبر في إجمالي الناتج المحلي 64.1 ٪، يليه القطاع الصناعي بنسبة 24.7 ٪ في (تقديرات 2008). تقتصر الزراعة على 11.2 ٪ من الناتج المحلي الإجمالي (تقديرات 2008).
يقدر معدل نمو الناتج المحلي الإجمالي منذ عام 1996 بمتوسط سنوي 3.2 ٪ كنمو حقيقي. قدمت الحكومة مؤخراً التزامات بالتحول للسوق الحرة، حيث كان معدل النمو الحقيقي للناتج المحلي الإجمالي لعام 2007 4.7 ٪.
في كانون الأول 1999، وصل صافي الاحتياطيات الدولية إلى ما يعادل 1.8 مليار دولار أمريكي أو ما يقرب من خمسة أشهر من الواردات. وبامتلاكها لهذا المخزون من العملة الصعبة، قامت الحكومة السلفادورية بوضع خطة التكامل النقدي بداية عام 2001 والتي قضت بأن يكون الدولار الأمريكي عملة قانونية جنبا إلى جنب مع الكولون السلفادوري، كما أن يستخدم الدولار الأمريكي في جميع المحاسبات الرسمية. بهذه الطريقة، فقدت الحكومة قدرتها على فرض السياسات النقدية للسوق الحرة للتأثير على المتغيرات الاقتصادية قصيرة المدى. اعتبارا من أيلول 2007 بلغ صافي الاحتياطيات الدولية 2.42 مليار دولار.
في عام 2004، توقف استخدام الكولون كلياً ولا يستخدم قط في البلاد لأي نوع من المعاملات.
أحد التحديات التي عانى منها الاقتصاد السلفادوري هو تطوير قطاعات اقتصادية جديدة أكثر تنوعا. أنتجت البلاد في الماضي الذهب والفضة. ومثلها مثل العديد من المستعمرات السابقة الأخرى، عدت لسنوات عديدة ذات اقتصاد أحادي التصدير (الاقتصاد الذي يعتمد كثيرًا على نوع واحد من الصادرات). خلال الحقبة الاستعمارية، قرر الإسبان أن السلفادور ستنتج وتصدر الصباغ النيلي، ولكن بعد اختراع الأصباغ الاصطناعية في القرن التاسع عشر، تحولت السلطات السلفادورية والدولة الحديثة النشأة إلى البن كبند تصدير رئيسي.
كان البن ولعقود عديدة أحد المصادر القليلة للعملة الأجنبية في الاقتصاد السلفادوري.[بحاجة لمصدر] أدت الحرب الأهلية السلفادورية في الثمانينيات وهبوط أسعار البن الدولية في التسعينيات إلى الضغط على الحكومة السلفادورية لتنويع الاقتصاد.[بحاجة لمصدر]
هناك 15 منطقة للتجارة الحرة في السلفادور. أكبر المستفيدين هي صناعة النسيج، حيث توفر 88,700 فرصة عمل مباشرة، وتشمل أساساً توفير العمالة لحياكة وتصنيع الملابس وتصديرها إلى الولايات المتحدة.
وقعت السلفادور اتفاق التجارة الحرة في أمريكا الوسطى(كافتا) (وقعت عليها الدول الخمس في أمريكا الوسطى وجمهورية الدومنيكان) مع الولايات المتحدة في عام 2004. تتطلب كافتا من الحكومة السلفادورية اعتماد سياسات تعزز التجارة الحرة. وقعت السلفادور اتفاقات للتجارة الحرة مع المكسيك وتشيلي وجمهورية الدومينيكان، وبنما، وزادت من حجم تجارتها مع تلك البلدان. تفاوض كل من السلفادور وغواتيمالا وهندوراس ونيكاراغوا أيضا على اتفاق للتجارة الحرة مع كندا. في تشرين الأول 2007، بدأت هذه البلدان الأربعة وكوستاريكا مفاوضات التجارة الحرة مع الاتحاد الأوروبي. كما بدأت المفاوضات في عام 2006 للتوصل إلى اتفاق للتجارة الحرة مع كولومبيا.

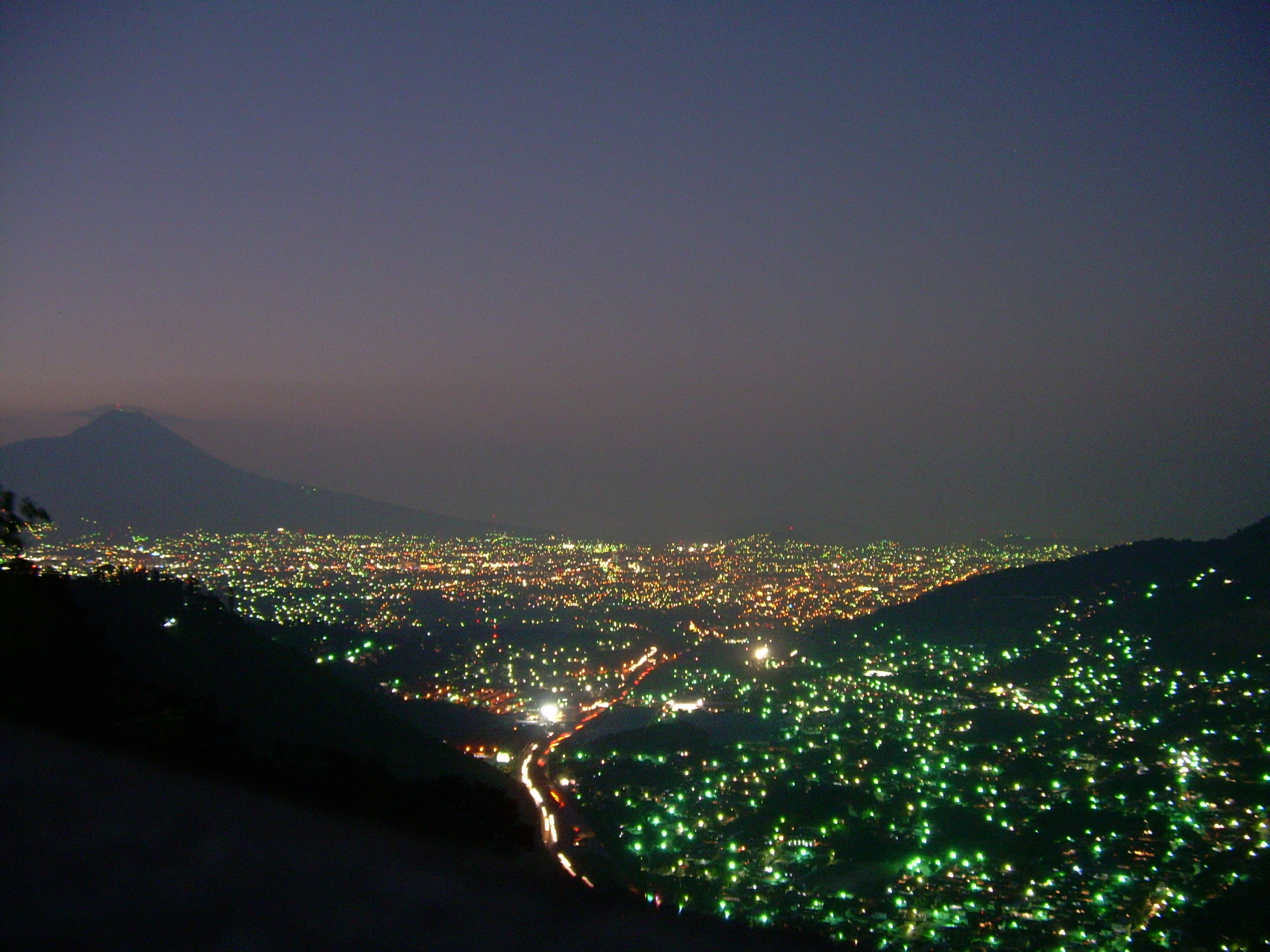
سان سلفادور.

تمتلك السلفادور أحد أدنى الأنظمة الضريبية في القارة الأمريكية (حوالي 11 ٪ من الناتج المحلي الإجمالي)، حيث ركزت الحكومة على تحسين تحصيل الإيرادات الحالية مع التركيز على الضرائب غير المباشرة. تمت إضافة 10 ٪ ضريبة القيمة المضافة في أيلول 1992، ورفعت إلى 13 ٪ في تموز 1995. تشكل ضريبة القيمة المضافة أكبر مصدر للدخل الحكومي، وهو ما يمثل نحو 52.3 ٪ من إجمالي الإيرادات الضريبية في عام 2004.
معدل التضخم المطرد ثابت وهو من بين الأدنى في المنطقة. بلغ الوسطي منذ 1997 3 ٪، مع زيادة السنوات الأخيرة إلى ما يقرب من 5 ٪. نما مجموع الصادرات من 2000-2006 بنسبة 19 ٪ من 2.94 مليار دولار إلى 3.51 مليار. وارتفعت خلال نفس الفترة نسبة الواردات من 54 ٪ بقيمة 4.95 مليار دولار إلى 7.63 مليار دولار. أدى هذا الأمر إلى زيادة 102 ٪ في العجز التجاري من 2.01 مليار دولار إلى 4.12 مليار دولار.
تشكل التحويلات المالية من السلفادوريين المقيمين في الولايات المتحدة إلى أسرهم في السلفادور مصدراً رئيسياً للنقد الأجنبي يساهم في خفض العجز التجاري الكبير عند 4.12 مليار دولار. ازدادت هذه التحويلات بشكل مطرد خلال السنوات العشر الماضية ووصلت إلى أعلى مستوى على الإطلاق عند 3.32 مليار دولار في عام 2006 (بزيادة نسبتها 17٪ عن العام السابق). مشكلة حوالي 16.2 ٪ من الناتج المحلي الإجمالي.
لهذه التحويلات آثار إيجابية وسلبية على السلفادور. في عام 2005 وصل عدد السكان الذين يعيشون في فقر مدقع في السلفادور إلى 20 ٪، وفقاً لتقرير برنامج الأمم المتحدة الإنمائي، ومن دون هذه التحويلات ترتفع النسبة إلى 37٪. مع ازدياد مستويات التعليم في السلفادور، ارتفعت بذلك توقعات الأجور بشكل لا يتناسب مع المهارات أو الإنتاجية. على سبيل المثال، لا يرضى بعض السلفادوريين بوظائف تدفع لهم أقل مما يحصلون عليه شهريا من أقاربهم في الخارج. أدى ذلك إلى تدفق العمال من هندوراس ونيكاراغوا الذين هم على استعداد للعمل وفقاً للأجور السائدة. كذلك، ازدادت نسبة الاستهلاك المحلي على الاستثمار. كما أن هذه التحويلات رفعت أيضاً من أسعار سلع معينة مثل العقارات. حيث يستطيع السلفادوريون في الخارج (لارتفاع أجورهم) تحمل ارتفاع أسعار المنازل في السلفادور أكثر من أولئك الذين يتقاضون رواتب محلية.

#### بيتكوين في السلفادور
أصبحت السلفادور أول دولة في العالم تعتمد البيتكوين كعملة قانونية في سبتمبر 2021، حيث سمح القانون للأجانب بالحصول على الإقامة الدائمة مقابل استثمار 3 بيتكوين في البلاد.
تشكل التحويلات المالية من السلفادوريين المقيمين في الولايات المتحدة مصدراً رئيسياً للدخل القومي، حيث بلغت حوالي 6 مليارات دولار (ما يعادل 20% من الناتج المحلي الإجمالي) في عام 2019.
تواصل حكومة نايب بوكيلي الاستثمار في البيتكوين وتعزيز احتياطياتها منه، حيث تمتلك الحكومة ما يقرب من 5,750 بيتكوين، مع قيامها بتعدين جزء منها باستخدام الطاقة الحرارية الأرضية من بركان تيكابا.

## الديموغرافيا

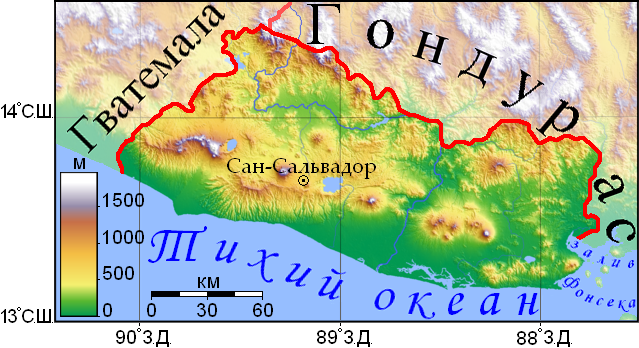
إغاثة السلفادور

افتقرت السلفادور لبيانات سكانية موثوقة لسنوات عديدة، بين عامي 1992 و 2007، حيث لم يجرِ تعداد وطني في تلك الفترة. قبل تعداد عام 2009، قدر العديد من المسؤولين (بما في ذلك الحكومة السلفادورية) التعداد السكاني للبلاد بين 7.1-7.2 مليون شخص وفقاً لأنماط النمو السكاني. بأي حال، وفي 12 أيار 2008، أعلنت وزارة الاقتصاد السلفادورية عن نتائج الإحصاءات التي جمعها تعداد أيار السابق. تظهر هذه البيانات أن مجموع السكان الكلي هو 7,185,218 نسمة. يواجه تعداد عام 2009 عدداً من المصاعب على عدد من الصعد.
تسعون في المئة من السلفادوريين هم من المستيزو (أصل أوروبي أمريكي محلي مختلط). تسعة في المئة من البيض أغلبهم من أصول إسبانية، كما تضم ذوي الأصول الفرنسية والألمانية والسويسرية والإنجليزية والكندية والأميركية والأيرلندية والإيطالية. تبلغ نسبة السكان الأصليين في السلفادور 1 ٪ وهم من البيبيل، لينكا وكاكاويرا (كاكاوبيرا). احتفظت أقلية ضئيلة جداً من السكان الأصليين بعاداتهم، وتقاليدهم، ولغاتهم، ولا سيما في أعقاب المذابح المتعمدة في عام 1932 التي قتل فيها الجيش السلفادوري ما بين 20,000 و 30,000 من الفلاحين.
السلفادور هي الدولة الوحيدة في أمريكا الوسطى التي لا يوجد لديها تعداد هام من الأفارقة بسبب افتقارها إلى السواحل على المحيط الأطلسي وبالتالي وصول تجارة الرقيق التي جرت على طول الساحل الشرقي للقارة. بالإضافة إلى ذلك، فإن الجنرال ماكسيمليانو هيرنانديز مارتينيز وضع قوانين عامة في 1930 تحظر على السود دخول البلاد على الإطلاق، لم تُلغَ إلا في الثمانينيات.
من بين المجموعات المهاجرة قليلة العدد التي وصلت السلفادور، يبرز المسيحيون الفلسطينيون. على الرغم من قلة العدد، فإنهم ذوو نفوذ اقتصادي وسياسي في البلاد، كما يتضح ذلك عبر أنطونيو سقا (الرئيس السابق) وخصمه في انتخابات عام 2004، شفيق حنضل. كما تمتلك هذه الجالية شركات تجارية وصناعية وعقارية مزدهرة.
العاصمة سان سلفادور ويقطنها حوالي 2.1 مليون نسمة؛ يعيش ما يقرب من 42 ٪ من سكان السلفادور في المناطق الريفية. تطور التمدن بشكل هائل في السلفادور منذ الستينات، ودفع بالملايين إلى المدن مما خلق مشاكل في نمو المدن في أنحاء البلاد.
في النصف الأول من عام 2007 تظهر إحصاءات الشرطة المدنية الوطنية السلفادورية انخفاض معدل جرائم القتل والابتزاز، فضلا عن السطو وسرقة السيارات. تراجع معدل جرائم القتل في عام 2007 بنسبة 22 ٪، والابتزاز بنسبة 7 ٪، والسطو وسرقة السيارات بنسبة 18 ٪، مقارنة مع الفترة نفسها من عام 2006. لكن في عام 2009، ارتفعت جرائم القتل والابتزاز بحوالي 30 ٪ أكثر مما كانت عليه في 2008 وفقا لبعض الإحصاءات.
اعتبارا من عام 2004، بلغ عدد السلفادوريين المغتربين 3.2 مليوناً، حيث تشكل الولايات المتحدة المقصد المفضل للسلفادوريين الباحثين عن فرصة اقتصادية أكبر. يعيش السلفادوريون أيضاً في البلدان المجاورة مثل بليز وغواتيمالا وهندوراس ونيكاراغوا. هاجر أغلب المغتربين خلال الحرب الأهلية في الثمانينيات لأسباب سياسية ولاحقاً بسبب الظروف الاقتصادية والاجتماعية. من البلدان الأخرى ذات الجاليات السلفادورية كندا، المكسيك، المملكة المتحدة (بما في ذلك جزر كايمان)، والسويد والبرازيل وإيطاليا وكولومبيا وأستراليا. يوجد في البلاد مجموعة كبيرة من النيكاراغويين، عددهم 100,000 وفقا لبعض الأرقام، الكثير منهم من المهاجرين الموسميين.

### اللغة
الإسبانية هي اللغة الرسمية، ويتحدث بها جميع السكان تقريبا (بعض السكان الأصليين ما زالوا يتحدثون بلغتهم الأصلية، ولكن الجميع يتكلم الإسبانية). يتحدث البعض أيضاً بالإنجليزية، حيث درس العديد من السلفادوريين أو عاشوا في بلدان ناطقة باللغة الإنجليزية (الولايات المتحدة بصورة أساسية، ولكن أيضا كندا وأستراليا)، بما في ذلك العديد من السلفادوريين الشباب في الولايات المتحدة، كثير منهم ولد وتربى هناك ويتحدث الإنجليزية فقط. علاوة على ذلك، تدرس جميع المدارس الحكومية اليوم اللغة الإنجليزية كلغة أساسية في كل المدارس الابتدائية والثانوية. كما تدرس الألمانية والفرنسية كلغات ثانوية.
تسمى العامية الإسبانية المحلية باسم كاليشه. ناهوات هي اللغة الأصلية الناجية، وإن كانت تستخدم فقط من قبل المجتمعات المحلية الصغيرة من السلفادوريين المسنين غرب السلفادور. يستخدم السلفادوريون voseo، كما في الأوروغواي والأرجنتين، في إشارة إلى الشخص الثاني بالضمير "vos" بدلا من " tú".

### الدين
وفقاً لإحصاء عام 2008، 52.6 ٪ من سكان السلفادور كاثوليك و 27.9% بروتستانت. كما توجد الكنائس الأنجليكانية، المشيخية، الميثودية، والسبتية، والخمسينية، والمورمون، بالإضافة إلى مسجد دار إبراهيم في سان سلفادور.

### الصحة
في الفترة 2005-2010، تمتلك السلفادور ثالث أدنى معدل ولادات في أمريكا الوسطى، بنسبة 2.28%. ومع ذلك، فإنها تمتلك أعلى معدل وفيات في أمريكا الوسطى خلال الفترة نفسها، 0.59%. وفقاً لأحدث استطلاع للأمم المتحدة يبلغ وسطي العمر المتوقع للرجال 68 سنة و 74 سنة للنساء. كما كان متوسط العمر الصحي المتوقع 57 للذكور و 62 للإناث في عام 2003. هناك نحو 148 طبيبا لكل 100,000 شخص.

## الثقافة

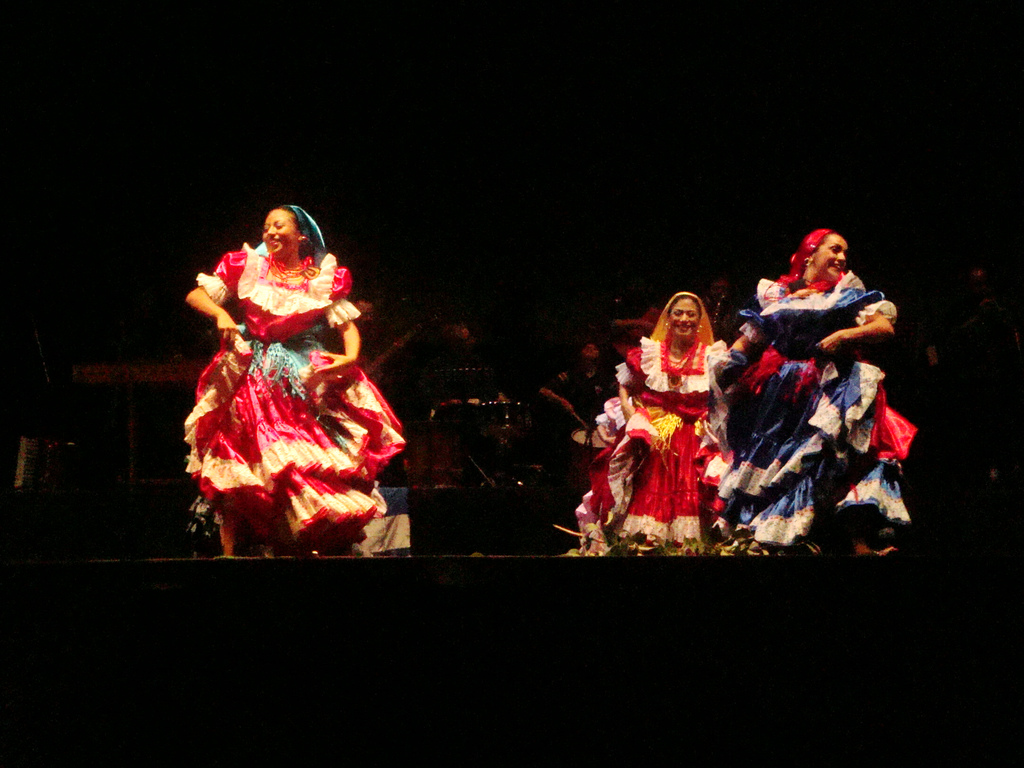
باليه من الفولكلور السلفادوري باللباس التقليدي.

تلعب الكنيسة الكاثوليكية دوراً مهمًا في الثقافة السلفادورية. يبرز المطران أوسكار روميرو كبطل وطني لدوره في التحدث علنا ضد انتهاكات حقوق الإنسان التي وقعت في فترة الحرب الأهلية في السلفادور. من الشخصيات الأجنبية الهامة في السلفادور الآباء اليسوعيون والأساتذة إغناثيو إياكوريا، إغناثيو مارتن بارو، وسيغوندو مونتيس، الذين قتلوا في عام 1989 من قبل الجيش السلفادوري خلال الحرب الأهلية.
أهم أشكال التعبير الفني اليدوي هي اللوحات والسيراميك والمنسوجات. الكتاب من أمثال فرانسيسكو غافيديا (1863-1955)، سالاروه (سلفادور سالازار أروه 1899-1975)، كلوديا لارس، الفريدو إسبينو ألفريدو، بيدرو جيفروي ريفاس، مانليو أرغويتا، خوسيه روبرتو سيا، والشاعر روكي دالتون هم من بين أهم الكتاب من أصل سلفادوري. أما من بين الشخصيات البارزة في القرن العشرين المخرج الراحل بالتاسار بوليو، والفنان فرناندو يورت، ورسام الكاريكاتير تونيو سالازار.
من بين أشهر فناني الفنون التصويرية أوغوستو كريسبن، نوه كانخورا، كارلوس كانياس، جوليا دياز، موريسيو ميخيا، ماريا إيلينا بالومو دي ميخيا، كاميلو مينيرو، ريكاردو كاربونيل، روبرتو هويزو، ميغيل أنخيل سيرنا (الرسام والكاتب المعروف باسم MACLo)، إيزايل أراوخو، وعديدون آخرون.
| التاريخ                 | الاسم بالعربية               | الاسم المحلي                            | |  |
| ----------------------- | ---------------------------- | --------------------------------------- | --- |  |
| 16 كانون الثاني/يناير   | يوم اتفاق السلام             | Día de los Acuerdos de Paz              | يحتفل بتوقيع اتفاقات السلام بين الحكومة والمتمردين في عام 1992 والتي أنهت الحرب الأهلية التي دامت 12 عاماً. أحداث سياسية في الغالب.                                                     |  |
| آذار/نيسان - مارس/أبريل | أسبوع الآلام/عيد الفصح       | Semana Santa                            | يحتفل به الكاثوليك بمهرجان شبيه بالكرنفال. |  |
| 1 أيار/مايو             | يوم العمال                   | Día del trabajo                         | يوم العمال العالمي |  |
| 3 أيار/مايو             | يوم الصليب                   | Día de la Cruz                          | احتفال بأصول ما قبل الاستعمار مرتبط بقدوم موسم الأمطار. يحتفل الناس بتزيين الصلبان في أفنية منازلهم بالفواكة والأكاليل ثم ينتقل من منزل إلى منزل ليركع أمام المذبح، وجعل علامة الصليب. |  |
| 10 أيار/مايو            | عيد الأم                     | Día de las Madres                       | |  |
| 1-7 آب/أغسطس            | مهرجان آب*                   | Fiestas de agosto                       | مهرجان على مدار أسبوع كامل احتفالا بمخلص العالم El Salvador del Mundo الحامي للسلفادور.                                                                                                |  |
| 15 أيلول/سبتمبر         | يوم الاستقلال                | Día de la Independencia                 | يحتفل بالاستقلال عن إسبانيا 1821. |  |
| 1 تشرين الأول/أكتوبر    | يوم الأطفال                  | "Día del niño"                          | احتفال مخصص للأطفال يشمل كامل البلاد. |  |
| 12 تشرين الأول/أكتوبر   | يوم كولومبوس                 | Día de la raza                          | احتفال مخصص لقدوم كولومبوس إلى أمريكا. |  |
| 2 تشرين الثاني/نوفمبر   | يوم الأموات                  | Día de los Santos Difuntos              | يزور فيه الناس قبور أحبائهم. |  |
| 21 تشرين الثاني/نوفمبر  | يوم ملكة السلام              | Dia de la Reina de la Paz               | يوم ملكة السلام، القديس الحامي. كما يحتفل بكرنفال سان ميغيل وهو مهرجان معروف في السلفادور، تحتفل به مدينة سان ميغيل حيث يمكن أن تجد 45 فرقة غنائية في الشوارع.                         |  |
| 12 كانون الأول/ديسمبر   | يوم مهرجان العذراء غوادالوبي | Día del Festival de la Virgen Guadalupe | |  |
| 24 كانون الأول/ديسمبر   | عيد الميلاد                  | Noche Buena                             | في العديد من المجتمعات يمثل يوم 24 من ديسمبر يوم الاحتفال الرئيس بينما يكون يوم 25 للراحة.                                                                                             |  |
| 31 كانون الأول/ديسمبر   | ليلة رأس السنة               | Fin de año                              | آخر أيام السنة الجريجورية، ويحتفل في اليوم الأخير من السنة في السلفادور بلم شمل العائلات.                                                                                              |  |

* تقريباً لا يحتفل به إلا في سان سلفادور

### السياحة

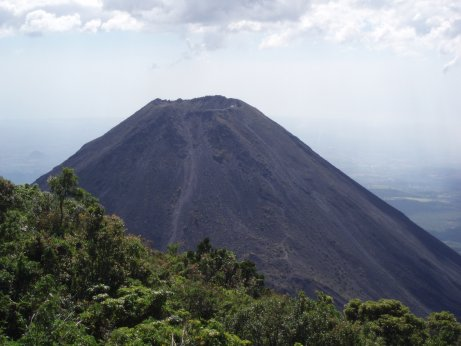
بركان ايزالكو.

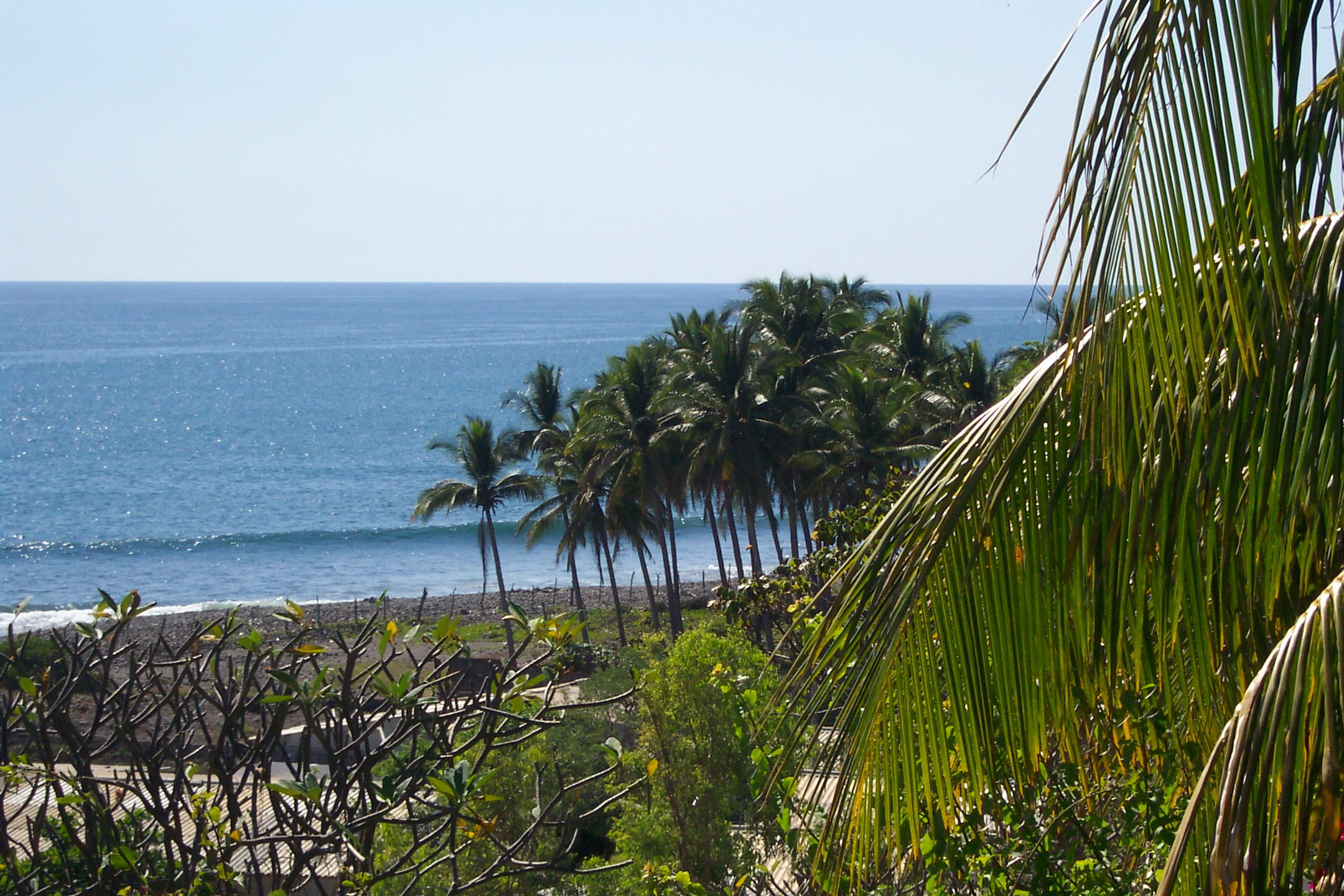
بلايا دي ليبرتاد.

يوجد في البلاد مطار دولي وحيد هو مطار كومالابا. يقع هذا المطار على بعد 50 كم (30 ميلا) جنوب شرق سان سلفادور. يعرف المطار باسم كومبالا الدولي أو السلفادور الدولي.
نمت صناعة السياحة في السلفادور خلال السنوات الأخيرة بشكل حيوي بسبب تركيز الحكومة السلفادورية على تطوير هذا القطاع. أدرت السياحة نسبة 4.6 ٪ من الناتج المحلي الإجمالي العام الماضي؛ بينما شكلت فقط 0.4 ٪ قبل 10 سنوات. في ذات العام، نمت السياحة عالمياً بنسبة 4.5 ٪. نسبياً، شهدت السلفادور زيادة قدرها 8.97 ٪ في أعداد السياح، من 1.15 إلى 1.27 مليون سائح. أدى هذا إلى تنامي العائدات من السياحة بنسبة 35.9 ٪ من 634 مليون دولار إلى 862 مليوناً. كنقطة مرجعية، شكلت عائدات السياحة عام 1996 44.2 مليون دولار فقط. كما ازدادت أعداد العابرين عبر البلاد (الزيارات التي لا تشمل قضاء ليلة في البلاد) حيث مر 222,000 عبر السلفادور في عام 2006، أي بزيادة قدرها 24 ٪ مقارنة بالعام السابق.
يقصد أغلب السياح من أمريكا الشمالية وأوروبا شواطئ السلفادور والحياة الليلية. إلى جانب هذه الخيارات، فإن المشهد الطبيعي للسلفادور لا يختلف إلا قليلاً عن بقية بلدان أمريكا الوسطى. بسبب حجمها الجغرافي والتحضر، لا يوجد كثير من الوجهات السياحية الطبيعية أو المعالم الأثرية. رغم ذلك فإن التزلج على الماء قطاع سياحي طبيعي يكتسب شعبية في السنوات الأخيرة حيث يزور العديدون شواطئ ساحل ليبرتاد والجانب الشرقي من البلاد، للعثور على مواقع غير مكتظة بعد. كما أن استخدام الدولار الأمريكي كعملة في السلفادور والرحلات مباشرة لمدة 4-6 ساعات من معظم المدن في الولايات المتحدة من بين الأشياء التي تجلب انتباه المسافرين لأول مرة من الولايات المتحدة. وقد أدى التوسع الحضري وأمركة الثقافة السلفادورية إلى شيء آخر قد يفاجئ السياح للمرة الأولى: وفرة مراكز التسوق، والمتاجر والمطاعم على الطراز الأميركي في المناطق الحضرية الرئيسية الثلاث، لا سيما سان سلفادور.
حاليا، يمكن تصنيف سياح السلفادور إلى أربع مجموعات : دول أميركا الوسطى، أميركا الشمالية، السلفادوريين الذين يعيشون في الخارج (أساسا في الولايات المتحدة)، والأوروبيين والأميركيين الجنوبيين. يمثل الثلاثة الأوائل الغالبية العظمى من السياح. في الآونة الأخيرة، تحاول السلفادور توسيع قاعدتها السياحية والتطلع إلى المجموعة الأخيرة. تشير المؤشرات الأولى إلى فعالية جهود الحكومة. عند المقارنة بين فترة كانون الثاني / آذار 2007 ونفس الفترة من العام السابق (أحدث البيانات المتاحة)، نمت السياحة عموما 10 ٪، في حين نمت بنسبة 38 ٪ من أمريكا الشمالية و31 ٪ من أوروبا، وأمريكا الجنوبية 36 ٪. في الخريف، سوف تبدأ الخطوط الجوية ليفينغستون الرحلة المباشرة الوحيدة بين أوروبا (انطلاقا من ميلان الإيطالية) والسلفادور. ساهم افتتاح منتجع ديكاميرون سالينيتاس مؤخراً، في نمو السياح القادمين من أمريكا الجنوبية (لكونه جزءاً من سلسلة منتجعات مشهورة) وتتطلع إلى الشيء نفسه مع الأوروبيين.
لا يزال الماضي المضطرب للسلفادور مصدر جذب للسياح.بعض من مناطق الجذب السياحي هي شظايا السلاح، والرسومات، وسهول المعارك، والمخابئ الجبلية. منذ عام 1992، يبغي سكان مناطق الركود الاقتصادي الاستفادة من هذه البقايا. اعتبرت البلدة الجبلية بيركوين عاصمة المتمردين. بينما تحوي اليوم متحف الثورة، الذي يضم مدافع، الزي الرسمي، وقطعاً من الأسلحة السوفياتية، وغيرها من أسلحة الحرب كانت تستخدمها جبهة التحرير الوطني.
وفقا للصحيفة السلفادورية الدياريو دي هوي فإن أكثر 10 مناطق جذباً للسياح هي شواطئ لا ليبرتاد، روتا لاس فلوريس، سوتشيتوتو، بلايا لاس فلوريس في سان ميغيل، لا بالما، وسانتا آنا حيث تجد أعلى بركان في البلاد، وناهويزالكو، ابانيكا، خوايوا، سان إغناسيو.

### المطبخ

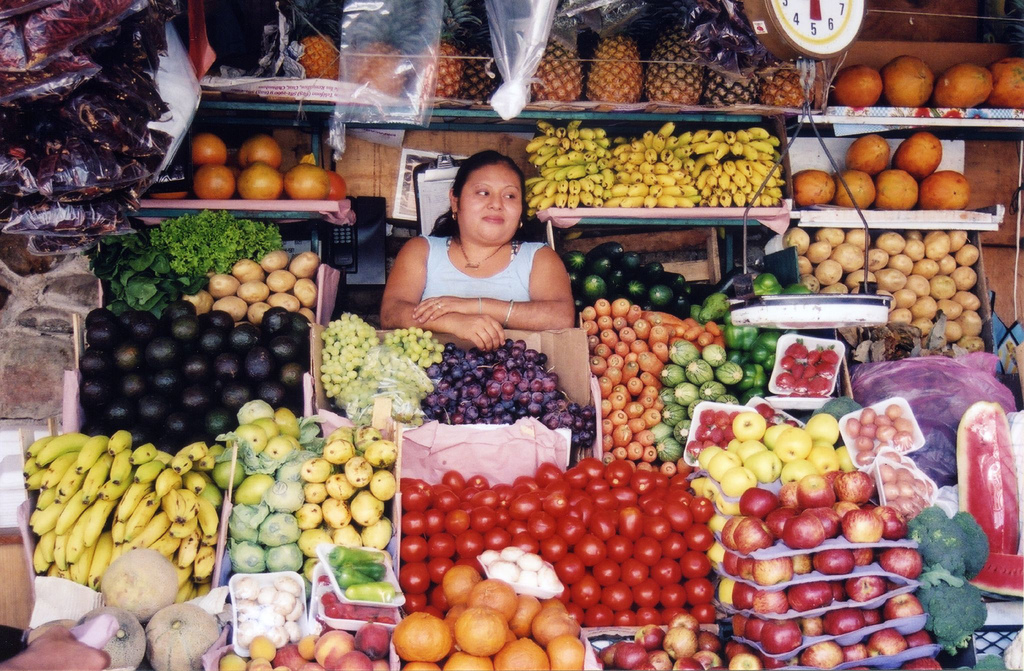
امرأة سلفادورية تبيع فواكة محلية.

أحد الأطباق السلفادورية المشهورة هو بايلا الدجاج والروبيان: حيث أنها طريقة فعالة ولذيذة لإطعام أسرة جائعة، تعتمد هذه البايلا على تكثيف الحساء ليعطي مذاقاً كريمياً. يتناقض الدجاج والروبيان بشكل لطيف مع إضافة الفلفل الحلو، وإضافة دقيقة للأعشاب تضمن مكاناً رفيعاً للبايلا على قائمة طعام الأسرة. طبق آخر هو بايلا مع المحار، مضاف له سيرانو لحم الخنزير، وسجق شوريزو: يحب الإسبان السيرانو حيث يقدمونه أحياناً كطبق وحده، إلى جانبه كوب من شيري فقط. إذا لم بتوفر سيرانو فيمكن الاستعاضة عنه بالبروسكيوتو الإيطالي.
طبق سلفادوري آخر هو بوبوسا. وهي تورتيا ذرة سميكة محشوة مع واحد أو أكثر من التالي: الجبن (عادة على هيئة جبن ناعم سلفادوري، منها كيسولو كون لوروكو أو الموتزاريلا)، شيشارون، والفول المقلي. لوروكو هي برعم زهرة كرمة تبرعم موطنها أمريكا الوسطى. هناك أيضا خيارات نباتية. تقدم بعض المطاعم المغامرة بوبوسا بالروبيان أو السبانخ. تأتي كلمة بوبوسا من أصل بيبيل - ناهواتل، بوبوشاهوا. أصل بوبوسا محط جدل رغم أن وجودها في السلفادور يسبق وصول الإسبان.
طبقان سلفادوريان آخران هما يوكا فريتا وبانيس ريلينوس. يوكا فريتا، عبارة عن جذر كاسافا مقلي جداً يقدم مع كورتيدو (ملفوف مخلل والبصل والجزر فوقها)، وقشرة لحم الخنزير مع بسكاديتاس (سردين صغير مقلي). يقدم يوكا أحياناً مسلوقاً. بانيس كون بافو هي سندويشات الديك الرومي. ينقع الديك الرومي ويشوى مع توابل البيبيل. تقدم هذه الشطيرة تقليدياً مع لحم الديك الرومي، الطماطم والجرجير مع الخيار والبصل والخس والمايونيز والخردل.
من أطباق الإفطار في السلفادور موز الجنة المقلي، عادة مع الكريمة، والجبن. وهو أحد أطباق السلفادور الكبيرة عند الإفطار. هذا الطبق شائع جداً في المطاعم والمنازل السلفادورية كما أنها تمتد أيضا إلى الولايات المتحدة.
من المشروبات المفضلة جداً لدى السلفادوريين هرشاتا، يصنع من بذور مورو، التي تطحن تماماً وتضاف لاحقا إلى الحليب أو الماء، والسكر. يشرب هرشاتا على مدار السنة، ويمكن تناوله في أي وقت من اليوم. غالباُ ما يقدم مع طبق من البوبوسا أو اليوكا المقلية.

### الموسيقى
الموسيقى في السلفادور هي خليط من موسيقى المايا، موسيقى بيبيل، وموسيقى إسبانية. السالسا، الكومبيا، الهيب هوب، والريغيه تون تعد الموسيقى الأكثر شعبية في السلفادور الحديثة.

## التعليم
يعاني نظام التعليم العام في السلفادور من نقص حاد في الموارد. قد يصل حجم الفصل الدراسي في المدارس الحكومية إلى 50 طفلا، لذلك فإن السلفادوريين الذين يستطيعون تحمل التكلفة غالباً ما يرسلون أطفالهم إلى مدارس خاصة. بينما تضطر الأسر ذات الدخل الأدنى إلى الاعتماد على نظام التعليم العام.
التعليم في السلفادور مجاني خلال المرحلة الثانوية. بعد تسع سنوات من التعليم الأساسي (الابتدائي - المدرسة المتوسطة) يمتلك الطلاب خيار المدرسة الثانوية لمدة سنتين أو ثلاث سنوات. المدرسة لمدة سنتين تحضر الطالب لدخول الجامعة. بينما تسمح المدرسة لمدة ثلاث سنوات للطالب بالتخرج مع تعليم مهني والتحاقه بسوق العمل أو متابعة الدراسة في إحدى الجامعات في ذات الحقل. معدل القراءة والكتابة الوطني هو 80.1 ٪.
مرحلة ما بعد التعليم الثانوي تختلف جداً حسب التكلفة. أرخص جامعات السلفادور هي جامعة السلفادور. تدعم وتمول هذه الجامعة جزئيا من قبل الدولة لكنها تحتفظ بالاستقلال الإداري والتربوي. وهي الجامعة الرسمية الوحيدة في البلاد.
توجد العديد من الجامعات الخاصة في السلفادور:
- جامعة الدكتور خوسيه ماتياس دلغادو
- جامعة السلفادور
- جامعة أمريكا الوسطى «خوسيه سيميون كانياس»
- جامعة فرانسيسكو غافيديا
- جامعة تكنولوجيكا
- جامعة دون بوسكو
- الجامعة الإنجيلية
- جامعة الدكتور أندريس بيللو
- جامعة نويفا سان سلفادور
- جامعة ألبرت أينشتاين
- جامعة البرتو ماسفيرير السلفادوري
- جامعة وحدات ابيرتا
- جامعة العلوم التطبيقية
- الجامعة الكاثوليكية في السلفادور
- مدرسة مونيكا هيريرا للاتصالات
- كلية الأعمال والاقتصاد

تشجع المؤسسات المحلية والمنظمات غير الحكومية المزيد من تطوير التعليم.
حازت السلفادور على المرتبة 95 في مؤشر الابتكار العالمي عام 2023 متقدّمة من المركز 108 عام 2019، ثمّ تراجعت للمرتبة 98 في مؤشر عام 2024.

## التصنيفات الدولية
| منظمات                        | الدراسة                  | ترتيب      |
| ----------------------------- | ------------------------ | ---------- |
| معهد الاقتصاد والسلام         | مؤشر السلام العالمي      | 94 من 144  |
| برنامج الأمم المتحدة الإنمائي | مؤشر التنمية البشرية     | 106 من 182 |
| الشفافية الدولية              | مؤشر الفساد              | 84 من 180  |
| المنتدى الاقتصادي العالمي     | تقرير التنافسية العالمية | 77 من 133  |